# Anita Nilsson Billgren
Eva Anita Nilsson Billgren, född 21 oktober 1942 i Malmö, är en svensk konstnär.

## Biografi
Nilsson uppnådde normalskolekompetens 1959, studerade vid Skånska målarskolan och Målarskolan Forum och har bedrivit konstnärlig verksamhet sedan 1964. Hon har utfört altartavla i Rosengårds kyrka i Malmö (1971) och utsmyckat ett begravningskapell i Simrishamn (1987). Hon har hållit separatutställningar i Stockholm, Göteborg, Malmö och Lund samt deltagit i kvinnoutställningar. Hon är representerad på bland annat Moderna museet i Stockholm, Kalmar konstmuseum och Malmö museum. Hon är änka efter Ola Billgren.